# Список космических запусков СССР в 1965 году
Список космических запусков СССР в 1965 году
| Дата        | Ракета-носитель | Полезная нагрузка (тип)          | Космодром / Стартовый комплекс | SCD/NSSDC ID                                            | Результат |
| ----------- | --------------- | -------------------------------- | ------------------------------ | ------------------------------------------------------- | --------- |
| 11 января   | Восток-2        | Космос-52 (Зенит-2)              | Байконур 31                    | 00968 / 1965-001A                                       | Успех     |
| 30 января   | Космос 63C1     | Космос-53 (ДС-А1)                | Капустин Яр 86/1               | 00983 / 1965-006A                                       | Успех     |
| 12 февраля  | Космос 63C1     | ДС-П1-Ю                          | Капустин Яр 86/1               |                                                         | Неудача   |
| 20 февраля  | Космос 63C1     | ДС-А1 № 6                        | Капустин Яр 86/1               |                                                         | Неудача   |
| 21 февраля  | Космос 65С3     | Космос-54 — Космос-56 (Стрела-1) | Байконур 41/15                 | 01089 / 1965-011A, 01090 / 1965-011B, 01091 / 1965-011C | Успех     |
| 22 февраля  | Восход          | Космос-57 (Восход-3КД)           | Байконур 1                     | 01093 / 1965-012A                                       | Успех     |
| 26 февраля  | Восток-2М       | Космос-58 (Метеор)               | Байконур 31                    | 01097 / 1965-014A                                       | Успех     |
| 7 марта     | Восход          | Космос-59 (Зенит-4)              | Байконур 31                    | 01191 / 1965-015A                                       | Успех     |
| 12 марта    | Молния          | Космос-60 (Е-6)                  | Байконур 1                     | 01246 / 1965-018A                                       | Неудача   |
| 15 марта    | Космос 65С3     | Космос-61 — Космос-63 (Стрела-1) | Байконур 41/15                 | 01267 / 1965-020A                                       | Успех     |
| 18 марта    | Восход          | Восход-2 (Восход-3КД)            | Байконур 1                     | 01274 / 1965-022A                                       | Успех     |
| 25 марта    | Восток-2        | Космос-64 (Зенит-2)              | Байконур 31                    | 01305 / 1965-025A                                       | Успех     |
| 10 апреля   | Молния          | Е-6                              | Байконур 1                     |                                                         | Неудача   |
| 17 апреля   | Восход          | Космос-65 (Зенит-4)              | Байконур 31                    | 01320 / 1965-029A                                       | Успех     |
| 23 апреля   | Молния          | Молния-1-01 (Молния-1)           | Байконур 1                     | 01324 / 1965-030A                                       | Успех     |
| 7 мая       | Восток-2        | Космос-66 (Зенит-2)              | Байконур 31                    | 01362 / 1965-035A                                       | Успех     |
| 9 мая       | Молния          | Луна-5 (Е-6)                     | Байконур 1                     | 01366 / 1965-036A                                       | Успех     |
| 25 мая      | Восход          | Космос-67 (Зенит-4)              | Байконур 31                    | 01382 / 1965-040A                                       | Успех     |
| 8 июня      | Молния          | Луна-6 (Е-6)                     | Байконур 1                     | 01393 / 1965-044A                                       | Успех     |
| 15 июня     | Восток-2        | Космос-68 (Зенит-2)              | Байконур 31                    | 01404 / 1965-046A                                       | Успех     |
| 25 июня     | Восход          | Космос-69 (Зенит-4)              | Байконур 1                     | 01421 / 1965-049A                                       | Успех     |
| 2 июля      | Космос 63C1     | Космос-70 (ДС-А1 № 7)            | Капустин Яр 86/1               | 01431 / 1965-052A                                       | Успех     |
| 13 июля     | Восток-2        | Зенит-2                          | Байконур 31                    |                                                         | Неудача   |
| 16 июля     | Космос 65С3     | Космос-71 — Космос-75 (Стрела-1) | Байконур 41/15                 | 01441 / 1965-053A                                       | Успех     |
| 16 июля     | Протон          | Протон-1 (Протон)                | Байконур 81/23                 | 01466 / 1965-054A                                       | Успех     |
| 18 июля     | Молния          | Зонд-3 (3МВ-4)                   | Байконур 1                     | 01454 / 1965-056A                                       | Успех     |
| 23 июля     | Космос 63C1     | Космос-76 (ДС-П1-Ю № 3)          | Капустин Яр 86/1               | 01464 / 1965-059A                                       | Успех     |
| 3 августа   | Восход          | Космос-77 (Зенит-4)              | Байконур 31                    | 01469 / 1965-061A                                       | Успех     |
| 14 августа  | Восток-2        | Космос-78 (Зенит-2)              | Байконур 31                    | 01505 / 1965-066A                                       | Успех     |
| 25 августа  | Восход          | Космос-79 (Зенит-4)              | Байконур 1                     | 01523 / 1965-069A                                       | Успех     |
| 3 сентября  | Космос 65С3     | Космос-80 — Космос-84 (Стрела-1) | Байконур 41/15                 | 01570 / 1965-070A                                       | Успех     |
| 9 сентября  | Восход          | Космос-85 (Зенит-4)              | Байконур 31                    | 01578 / 1965-071A                                       | Успех     |
| 18 сентября | Космос 65С3     | Космос-86 — Космос-90 (Стрела-1) | Байконур 41/15                 | 01584 / 1965-073A                                       | Успех     |
| 23 сентября | Восход          | Космос-91 (Зенит-4)              | Байконур 31                    | 01603 / 1965-075A                                       | Успех     |
| 4 октября   | Молния-M        | Луна-7(Е-6)                      | Байконур 1                     | 01610 / 1965-077A                                       | Успех     |
| 14 октября  | Молния          | Молния-1-02 (Молния-1)           | Байконур 1                     | 01621 / 1965-080A                                       | Успех     |
| 16 октября  | Восход          | Космос-92 (Зенит-4)              | Байконур 31                    | 01626 / 1965-083A                                       | Успех     |
| 19 октября  | Космос 63C1М    | Космос-93 (ДС-У2-В № 1)          | Капустин Яр 86/1               | 01629 / 1965-084A                                       | Успех     |
| 28 октября  | Восход          | Космос-94 (Зенит-4)              | Байконур 31                    | 01636 / 1965-085A                                       | Успех     |
| 2 ноября    | Протон          | Протон-2 (Протон)                | Байконур 81/23                 | 01701 / 1965-087A                                       | Успех     |
| 4 ноября    | Космос 63C1М    | Космос-95 (ДС-У2-В № 2)          | Капустин Яр 86/1               | 01706 / 1965-088A                                       | Успех     |
| 12 ноября   | Молния          | Венера-2 (3МВ-4)                 | Байконур 31                    | 01730 / 1965-091A                                       | Успех     |
| 16 ноября   | Молния          | Венера-3 (3МВ-3)                 | Байконур 31                    | 01733 / 1965-092A                                       | Успех     |
| 23 ноября   | Молния          | Космос-96 (3МВ-4)                | Байконур 31                    | 01742 / 1965-094A                                       | Неудача   |
| 26 ноября   | Космос 63C1М    | Космос-97 (ДС-У2-М № 1)          | Капустин Яр 86/1               | 01777 / 1965-095A                                       | Успех     |
| 27 ноября   | Восток-2        | Космос-98 (Зенит-2)              | Байконур 31                    | 01780 / 1965-097A                                       | Успех     |
| 3 декабря   | Молния          | Луна-8 (Е-6)                     | Байконур 31                    | 01810 / 1965-099A                                       | Успех     |
| 10 декабря  | Восток-2        | Космос-99 (Зенит-2)              | Байконур 31                    | 01817 / 1965-103A                                       | Успех     |
| 17 декабря  | Восток-2М       | Космос-100 (Метеор)              | Байконур 31                    | 01843 / 1965-106A                                       | Успех     |
| 21 декабря  | Космос 63C1     | Космос-101 (ДС-П1-Ю № 4)         | Капустин Яр 86/1               | 01846 / 1965-107A                                       | Успех     |
| 28 декабря  | 11А510          | Космос-102 (УС-А)                | Байконур 31                    | 01867 / 1965-111A                                       | Успех     |
| 28 декабря  | Космос 63C1     | (ДС-К-40 № 1)                    | Капустин Яр 86/1               |                                                         | Неудача   |
| 28 декабря  | Космос 65С3     | Космос-103 (Стрела-2)            | Байконур 41/15                 | 01868 / 1965-112A                                       | Успех     |

## Статистика
Количество запусков: 53
Успешных запусков: 46
| Ракета-носитель | Число стартов | Неудачи | Примечания |
| --------------- | ------------- | ------- | ---------- |
| Восток          | 10            | 1       |            |
| Космос          | 16            | 3       |            |
| Восход          | 12            | 0       |            |
| Молния          | 12            | 3       |            |
| Протон          | 2             | 0       |            |
| 11А510          | 1             | 0       |            |

| Космодром   | Число стартов | Неудачи | Примечания |
| ----------- | ------------- | ------- | ---------- |
| Байконур    | 43            | 4       |            |
| Капустин Яр | 10            | 3       |            |

## Прочие события
| Дата        | Событие |
| ----------- | --- |
| 17 января   | На территории СССР совершил посадку спускаемый аппарат советского разведывательного спутника «Космос-52» («Зенит-2» — 00968 / 1965-001A). |
| 28 февраля  | Прекратил существование, войдя в плотные слои атмосферы, советский спутник «Космос-36» (00844 / 1964-042A). |
| 2 марта     | Образовано Министерство общего машиностроения СССР. Министром общего машиностроения СССР назначен С. А. Афанасьев. |
| 15 марта    | На территории СССР совершил посадку спускаемый аппарат советского разведывательного спутника «Космос-59» («Зенит-4» — 01191 / 1965-015A). |
| 17 марта    | Прекратил существование, войдя в плотные слои атмосферы советский спутник «Космос-60» (01246 / 1965-018A). |
| 18 марта    | Пилот космического корабля «Восход-2» Алексей Леонов совершил первый в мире выход человека в открытый космос и свободный полет в космическом пространстве. Общая продолжительность пребывания Алексея Леонова в открытом космосе составила 20 минут. При возвращении в космический корабль возникли трудности, которые были связаны с увеличением размеров скафандра космонавта в вакууме. В условиях дефицита времени космонавту все-таки удалось вернуться внутрь космического корабля. |
| 19 марта    | В районе г. Пермь совершил посадку спускаемый аппарат космического корабля «Восход-2» (01274 / 1965-022A). На Землю возвратились космонавты Павел Иванович Беляев и Алексей Архипович Леонов. Перед возвращением на Землю выяснилось, что вышла из строя автоматическая система ориентации корабля на Солнце. Полет корабля был продлен еще на два витка, после чего космонавты вручную сориентировали корабль и включили тормозной твердотопливный двигатель. Посадка была проведена в запасном районе. Продолжительность пребывания космонавтов в космосе составила 1 сутки 2 часа 2 минуты 17 секунд. |
| 2 апреля    | На территории СССР совершил посадку спускаемый аппарат советского разведывательного спутника «Космос-64» («Зенит-2» — 01305 / 1965-025A). |
| 25 апреля   | На территории СССР совершил посадку спускаемый аппарат советского разведывательного спутника «Космос-65» («Зенит-4» — 01320 / 1965-029A). |
| 12 мая      | Советская автоматическая станция «Луна-5» достигла поверхности Луны в районе моря Облаков. |
| 15 мая      | На территории СССР совершил посадку спускаемый аппарат советского разведывательного спутника «Космос-66» («Зенит-2» — 01362 / 1965-035A). |
| 2 июня      | На территории СССР совершил посадку спускаемый аппарат советского разведывательного спутника «Космос-67» («Зенит-4» — 01382 / 1965-040A). |
| 2 июня      | Прекратил существование, войдя в плотные слои атмосферы советский спутник «Космос-17» (00580 / 1963-017A). |
| 11 июня     | Советская автоматическая межпланетная станция «Луна-6» (01393 / 1965-044A) из-за отклонений в траектории полета прошла на расстоянии 150000 километров от поверхности Луны и вышла на гелиоцентрическую орбиту. |
| 23 июня     | На территории СССР совершил посадку спускаемый аппарат советского разведывательного спутника «Космос-68» («Зенит-2» — 01404 / 1965-046A). |
| 3 июля      | На территории СССР совершил посадку спускаемый аппарат советского разведывательного спутника «Космос-69» («Зенит-4» — 01421 / 1965-049A). |
| 12 июля     | Спутник-разведчик «Зенит-4» принят на вооружение. |
| 20 июля     | Советская автоматическая межпланетная станция «Зонд-3» (01454 / 1965-056A) прошла вблизи поверхности Луны. При пролете станция передала 25 изображений лунной поверхности. |
| 21 июля     | Ракета Р-9 принята на вооружение. |
| 11 августа  | На территории СССР совершил посадку спускаемый аппарат советского разведывательного спутника «Космос-77» («Зенит-4» — 01469 / 1965-061A). |
| 21 августа  | Прекратил существование, войдя в плотные слои атмосферы советский спутник «Космос-49» (00913 / 1964-069A). |
| 22 августа  | На территории СССР совершил посадку спускаемый аппарат советского разведывательного спутника «Космос-78» («Зенит-2» — 01505 / 1965-066A). |
| 2 сентября  | На территории СССР совершил посадку спускаемый аппарат советского разведывательного спутника «Космос-79» («Зенит-4» — 01523 / 1965-069A). |
| 17 сентября | На территории СССР совершил посадку спускаемый аппарат советского разведывательного спутника «Космос-85» («Зенит-4» — 01578 / 1965-071A). |
| 1 октября   | На территории СССР совершил посадку спускаемый аппарат советского разведывательного спутника «Космос-91» («Зенит-4» — 01603 / 1965-075A). |
| 7 октября   | Советская автоматическая станция «Луна-7» (01610 / 1965-077A) достигла поверхности Луны. |
| 11 октября  | Прекратил существование, войдя в плотные слои атмосферы советский научный спутник «Протон-1» (01466 / 1965-054A). |
| 24 октября  | На территории СССР совершил посадку спускаемый аппарат советского разведывательного спутника «Космос-92» («Зенит-4» — 01626 / 1965-083A). |
| 25 октября  | Вышло Постановление ЦК КПСС и Совета Министров СССР «О сосредоточении сил конструкторских организаций промышленности на создание комплекса ракетно-технических средств для пилотируемого облета Луны». |
| 3 ноября    | Прекратил существование, войдя в плотные слои атмосферы советский спутник «Космос-93» (01629 / 1965-084A). |
| 5 ноября    | На территории СССР совершил посадку спускаемый аппарат советского разведывательного спутника «Космос-94» («Зенит-4» — 01636 / 1965-085A). |
| 14 ноября   | Прекратил существование, войдя в плотные слои атмосферы советский спутник «Космос-51» (00947 / 1964-080A). |
| 5 декабря   | На территории СССР совершил посадку спускаемый аппарат советского разведывательного спутника «Космос-98» («Зенит-2» — 01780 / 1965-097A). |
| 6 декабря   | Советская автоматическая межпланетная станция «Луна-8» (01810 / 1965-099A) достигла поверхности Луны. |
| 9 декабря   | Прекратил существование, войдя в плотные слои атмосферы советский спутник «Космос-96» (АМС «Венера 3МВ-4» 01742 / 1965-094A). |
| 18 декабря  | На территории СССР совершил посадку спускаемый аппарат советского разведывательного спутника «Космос-99» («Зенит-2» — 01817 / 1965-103A). |
| 19 декабря  | Прекратил существование, войдя в плотные слои атмосферы, советский спутник «Космос-42» (00864 / 1964-050A). |
| 27 декабря  | Прекратил существование, войдя в плотные слои атмосферы, советский спутник «Космос-43» (00867 / 1964-050C). |